# San José de Guanipa
San José de Guanipa is een gemeente in de Venezolaanse staat Anzoátegui. De gemeente telt 84.500 inwoners. De hoofdplaats is San José de Guanipa.